# تميم الداري

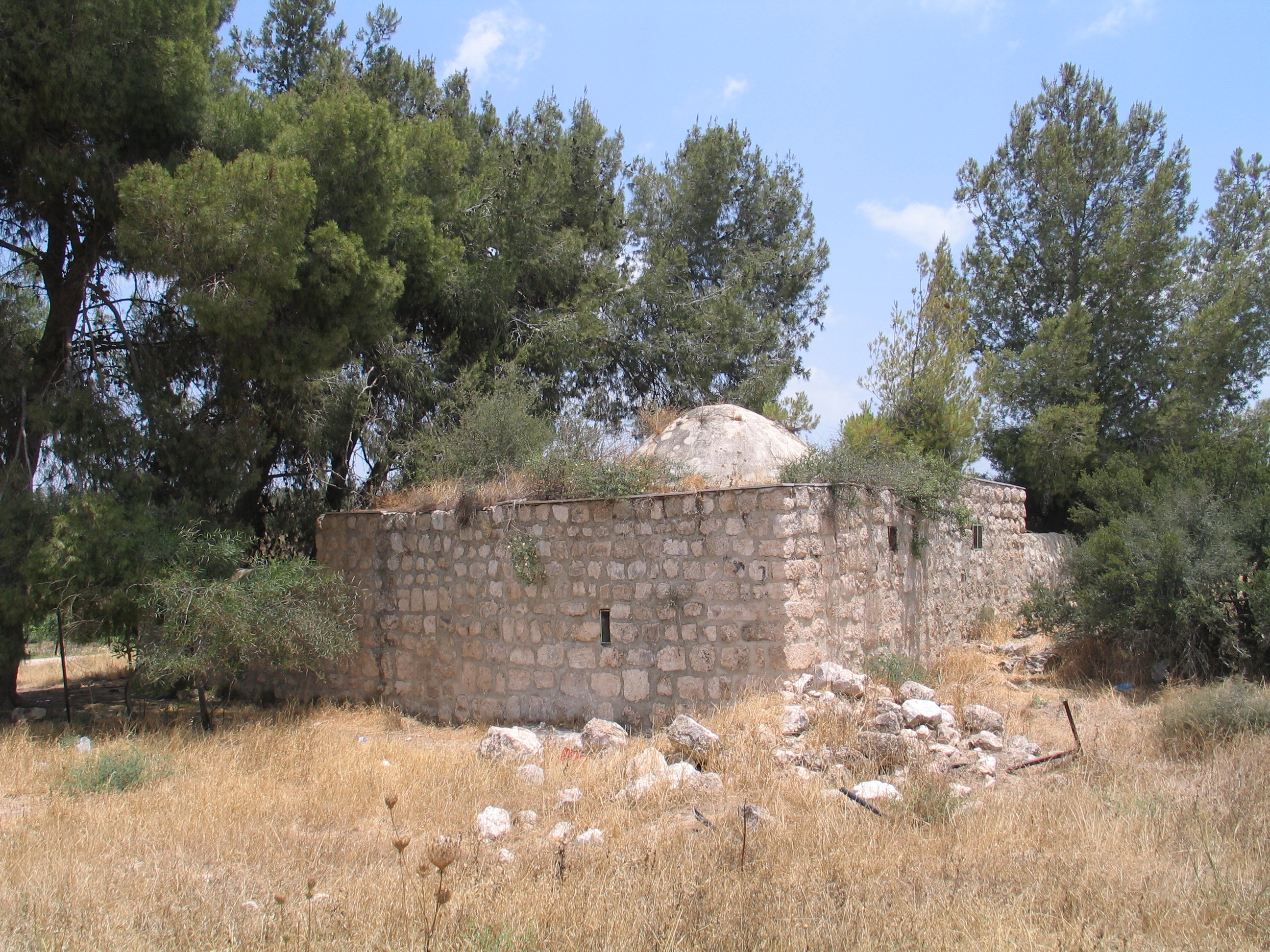
مقام شيخ تميم، بيت جبرين

تَمِيمُ بْنُ أَوْسٍ الدَّارِيُّ اللَّخْمِيُّ، أحد أصحاب النبي محمد، اشتهر بقصة لقائه بالجساسة والمسيح الدجال في عهد النبي محمد. وكان راهب الأمة في عصره، وعابد أهل فلسطين، واستأذن عمر بن الخطاب في القصص، فكان يقص، وأول من أسرج السراج في المسجد.

## سيرته وإسلامه
هو تميم بن أوس بن خارجة بن سود بن جذيمة بن ذراع بن عدي بن الدار بن هانئ بن حبيب بن نمارة بن لخم من بني الدار من قبيلة لخم. يكنى بأبي رقية. وأخوه: نعيم بن أوس الداري اللخمي، وأخوه لأمه أبو هند بن بر الداري اللخمي. سكن المدينة بعد إسلامه ثم خرج منها إلى الشام بعد مقتل الخليفة الثالث عثمان بن عفان.
كان تميم الداري نصرانيا، وأسلم سنة 9 هـ  في وفد من قومه بني الدار من لخم على النبي محمد صلى الله عليه وسلم منصرفه من غزوة تبوك سنة 9 هـ وكانوا تميم بن أوس وهانئ بن حبيب والفاكه بن النعمان وجبلة بن مالك وأبو هند بن بر وعبد الله بن بر ونعيم بن أوس ويزيد بن قيس وعبد الرحمن بن مالك ومرة بن مالك وقد أهدوا للنبي محمد صلى الله عليه وسلم بعض الهدايا وأوصى لهم بجاد مئة وسق. وأقطعه النبي صلى الله عليه وسلم هو وأخوه نعيم حَبْرَى وبيت عَيْنونُ وحبرون والمرطوم وبيت إبراهيم بأرض الشام. وله في الإسلام مناقب عديدة منها: أنه أول من أسرج السراج في المسجد وأول من قص، وأنه صنع منبر النبي صلى الله عليه وسلم ،  والوحيد من الصحابة الذي روى عنه النبي صلى الله عليه وسلم، واشتهر بعبادته وقراءته للقرآن وروي أنه كان يختم القرآن في سبع. وروي عنه 18 حديثا منها حديث واحد في صحيح مسلم.

## حديث الجساسة
روى مسلم في صحيحه عن فاطمة بنت قيس قالت: سمعت منادي رسول الله ينادي الصلاة جامعة، فخرجت إلى المسجد فصليت مع رسول الله فكنت في صف النساء التي تلي ظهور القوم فلما قضى رسول الله صلاته جلس على المنبر وهو يضحك فقال ليلزم كل إنسان مُصَلاَّه ثم قال أتدرون لم جمعتكم، قالوا الله ورسوله أعلم، قال:«إني والله ما جمعتكم لرغبة ولا لرهبة ولكن جمعتكم لأن تَميماً الداري كان رجلاً نصرانياً فجاء فبايع وأسلم وحدثني حديثاً وافق الذي كنت أحدثكم عن مسيح الدجال، حدثني أنه ركب في سفينة بحرية مع ثلاثين رجلاً من لخم وجذام فلعب بهم الموج شهراً في البحر ثم أرفئوا إلى جزيرة في البحر حتى مغرب الشمس فجلسوا في أَقْرُبِ السَّفينة فدخلوا الجزيرة فلقيتهم دابة أَهْلَبْ كثير الشعر لا يدرون ما قبله من دبره من كثرة الشعر فقالوا: وَيْلَكِ ما أَنْتِ؟ فقالت: أنا الجسَّاسة قالوا: وما الجساسة؟ قالت: أيها القوم انطلقوا إلى هذا الرجل في الدير فإنه إلى خبركم بالأشواق، قال لما سمت لنا رجلاً فَرِقنا (خفنا) منها أن تكون شيطانة قال فانطلقنا سراعاً حتى دخلنا الدير فإذا فيه أعظم إنسان رأيناه قط خلقاً وأشده وثاقاً مجموعة يداه إلى عنقه ما بين ركبتيه إلى كعبيه بالحديد، قلنا: ويلك ما أنت؟ قال: قد قدرتم على خبري، فأخبروني ما أنتم؟ قالوا: نحن أناس من العرب ركبنا في سفينة بحرية فصادفنا البحر حين اغتلم (هاج) فلعب بنا الموج شهراً ثم أرفأنا إلى جزيرتك هذه فجلسنا في أَقْرُبِهَا فدخلنا الجزيرة فلقيتنا دابة أهلب كثير الشعر لا يدري ما قبله من دبره من كثرة الشعر فقلنا ويلك ما أنت فقالت أنا الجساسة قلنا وما الجساسة قالت اعمدوا إلى هذا الرجل في الدير فإنه إلى خبركم بالأشواق فأقبلنا إليك سراعاً وفزعنا منها ولم نأمن أن تكون شيطانة، فقال: أخبروني عن نخل بِيسَانْ، قلنا: عن أي شأنها تستخبر؟ قال: أسألكم عن نخلها هل يُثمر؟ قلنا له: نعم، قال: أما إنه يوشك أن لا تثمر، قال: أخبروني عن بحيرة الطَّبَرِيَّة، قلنا: عن أي شأنها تستخبر؟ قال: هل فيهما ماء؟ قالوا: هي كثيرة الماء، قال: أما إن ماءها يوشك أن يذهب، قال: أخبروني عن عين زغر، قالوا: عن أي شأنها تستخبر؟ قال: هل في العين ماء وهل يزرع أهلها بماء العين؟ قلنا له: نعم هي كثيرة الماء وأهلها يزرعون من مائها، قال: أخبروني عن نبي الأميين ما فعل؟ قالوا: قد خرج من مكة ونزل يثرب، قال: أقاتله العرب؟ قلنا نعم، قال: كيف صنع بهم؟ فأخبرناه أنه قد ظهر على من يليه من العرب وأطاعوه، قال لهم قد كان ذلك، قلنا: نعم، قال: أما إن ذاك خير لهم أن يطيعوه وإني مخبركم عني إني أنا المسيح وأني أوشك أن يؤذن لي في الخروج فأخرج فأسير في الأرض فلا أدع قرية إلا هبطتها في أربعين ليلة غير مكة وطيبة فهما محرمتان عليَّ كلتاهما كلما أردت أن أدخل واحدة أو واحداً منهما استقبلني ملك بيده السيف صلتا (مسلولاً) يصدني عنها وإن على كل نقب (الفرجة بين جبلين) منها ملائكة يحرسونها» قالت :قال رسول الله وطعن بمخصرته في المنبر «هذه طيبة هذه طيبة هذه طيبة» يعني المدينة، «ألا هل كنت حدثتكم ذلك؟ » فقال الناس: نعم، «فإنه أعجبني حديث تميم أنه وافق الذي كنت أحدثكم عنه وعن المدينة ومكة ألا إنه في بحر الشام أو بحر اليمن لا بل من قبل المشرق ما هو من قبل المشرق ما هو من قبل المشرق ما هو» وأومأ بيده إلى المشرق، قالت: فحفظت هذا من رسول الله."

## وفاته
توفى بالشام سنة 40 هـ، ودفن في بيت جبرين في فلسطين.